# Tinamotis
A Tinamotis a madarak osztályának tinamualakúak (Tinamiformes) rendjébe és a tinamufélék (Tinamidae) családjába tartozó nem.

## Rendszerezésük
A nemet Nicholas Aylward Vigors ír zoológus írta le 1837-ben, az alábbi 2 faj tartozik:
- Tinamotis pentlandii
- Tinamotis ingoufi

## Előfordulásuk
Dél-Amerika területén honosak. A természetes élőhelyük legelők, szavannák és cserjések. Állandó, nem vonuló fajok.

## Megjelenésük
Testhosszuk 33-42,5 centiméter körüli.